# 李德儀
李德儀（1818年—1860年），字吉羽，號小黁，又號筱䑳，江蘇蘇州府新陽縣人，清朝政治人物、詩人。

## 生平
道光二十三年（1843年）癸卯科順天鄉試第二名舉人，二十七年（1847年）丁未科二甲第十八名進士。選翰林院庶吉士，散館授編修，咸豐六年（1856年）升侍講，八年（1858年）升侍讀學士，同年任四川學政，充四川鄉試正考官，十年（1860年）卒於官。

## 家族
來自崑山李氏家族。曾祖李世望為乾隆三十七年（1772年）壬辰科進士；祖父李以健為乾隆四十六年（1781年）辛丑科進士；父李增厚。母為吳璥女吳芳珍（字韻卿，號清黁），著有《清黁閣吟草》等，《國朝閨秀正始續集補遺》有收錄其詩。夫人為蘇州婁關蔣氏乾隆年間河南彰德府知府蔣希宗曾孫女。

## 著作
著有《安遇齋詩集》。《晚晴簃詩滙》收其詩七首。
- 沔縣道中

沔水秋风路，依依客骑过。
稻花村舍近，杨柳钓篷多。
云影随双桨，岚光润一蓑。
津楼逢雨霁，乡梦落烟波。